# 伯冷
伯冷（魯凱族：Peleng），是台灣魯凱族好茶部落和阿禮部落（Adiri，位於屏東縣霧台鄉的井步山上）傳說中的人物，為好茶部落的部落英雄，在部落陷入滅村危機時拯救了部落，並且建立了阿禮部落。。

## 身世
伯冷是好茶部落頭目家族卡拉伊朗（Kadrangilan）家的成員，是家中的老三兼老么，上面有哥哥希西利（Sisili）和姊姊拉卡麥（Rakache，後嫁至附近的吉露部落），因為並非長子的關係，他從家中分了出去並建立新家族，由於那時候舊好茶部落附近的部落都開始崛起，例如北隘寮溪上游的瑪底亞占（Mathiachan，現青葉部落）在部落勇士察都魯（Chadoro）的帶領下進入興盛期並征服了附近的達瑪拉高（Tamalakao）和特勞（Derao）兩個小部落、或是瑪底亞占附近的寮拉巴卡呢（Charubakan，現大武部落的發祥地）部落也在底保谷（Tipaoku）、巴拉魯瑪呢（Palalomane）兄弟的領導下脫離達魯瑪克部落的掌控並和周遭其他強大部落劃分領土界線，因此為了監視他們的發展，他在好茶部落東北方一個叫老討達勒（Laodaodare）的地方建立了新的家族達拉巴舟家（Dalapathan）以便監視北隘寮溪上游的狀況；而阿禮部落的傳說中也有一種說法認為是另一個叫Pelrelrengane的人開創了達拉巴舟家，而伯冷只是其後裔。

## 生平

### 拯救部落
過去跟舊好茶部落長期對抗的排灣族部落巴拉里烏魯（Palhalhivolo）在其大頭目珠邁（Chomai，「黑熊」的意思）帶領下突襲舊好茶並且佔領了部落、把魯凱族人趕到古好茶部落所在的鹿鳴安地區（Romingan，位於屏東縣霧台鄉，茶埔岩跟霞迭爾山附近），身為頭目的希西利看無法對抗敵人，因此派人叫回了在外的伯冷，由他率領部落的軍隊反擊，而伯冷也在自己的機智和武勇之下，不僅奪回了部落，還反攻巴拉里烏魯、殺了珠邁，徹底消滅對方。

### 開創部落
在巴拉里烏魯戰役後，伯冷的家族達拉巴舟一躍成為舊好茶部落中足以和卡拉伊朗家相匹敵的貴族家族，領有一部分的平民和土地，被族人稱為「軍功頭目」，族人還為他在部落附近的一棵巨大的蒲葵樹下蓋了家屋，而伯冷為了擴大勢力（另有說法是因為土地不夠），率領一部分的族人從老討達勒往西發展，佔領原本屬於吉露部落（Kinulane）的阿禮地區，創建阿禮部落，與他同行的還有其他幾個家族：Pavelaw家、Lrudramilringi家、Palrangelrange家、Lamadaralape家、Madilingi家、Thapadrange家，其中Thapadrange家是最早跟隨其征討並在剛成立的部落受到外族騷擾時出最多力的家族，因此不僅每當達拉巴舟家有喜事時，Thapadrange家可以和其他家族一起得到他們分享的食物，還可以在每年的豐年祭時率先飲用新釀好的酒中最上層的紅色酒，象徵祖先為部落的貢獻所流的血，是最榮耀的象徵之一：另外，伯冷在建立阿禮部落後，原本還是有持續向好茶部落納租，但後來發生了好茶部落的族人殺死阿禮部落族人的事情，協調後的結果便是好茶部落免除了阿禮部落的貢赋。

### 挑戰
阿禮部落建立後，先後有許多部落因為防備或是聽聞他的名聲而向其發起挑戰和戰爭，其中包刮大武部落（Labwane）、萬山部落（'Oponoho）、達魯瑪克部落（以上三個為魯凱族）、瑪家部落、達來部落、馬兒部落等（以上為排灣族）等，但先後被伯冷所擊敗，其中萬山部落的族人還以陶壺作為禮物和阿禮部落和解、立下和解儀式（雙方從豬腸兩端吹氣，表示雙方一條心），約定不互相獵首，後來該陶壺成為阿禮部落的男士祭祀用的器具（taki pulrekemane ki sawvalai）。

### 結婚
伯冷後來跟吉露部落一名叫Tibitibi的女子結婚，生下兒子Caeve，而後來他們的一名叫Paelrese的女性後裔跟達魯瑪克部落Abaliwsu家的Vulruvuru結婚，生下Cegau、Drangalru、Lavurase三位兒子，其中Cegau因為從小就經常來阿禮部落玩，喜歡阿禮部落的環境，所以在後來放棄了自己在原部落的所有權力並加入阿禮部落建立阿禮部落的Abaliwsu家，後來還取代達拉巴舟家成為了新頭目，雙方也因此共用獵場；而留在舊好茶部落的達拉巴舟家後裔因為原本的家屋太多禁忌、生活不易而另外蓋了一間家屋，也就是現在的盧巒家族（Druluane），原本的家屋則作為祖靈屋使用，而該地也成為部落勇士在征戰前後祈福和慶祝跳舞的地方。

## 其他傳說
據說伯冷的強大來自於他天生就擁有的神力，這讓他在面對大武部落和萬山部落的挑戰時可以以驚人的速度用箭射死敵人；而他也因為神力而順利打撈到流落到河中的好茶部落聖物聖陶壺並藉此壯大了其家族；另外，據說在達拉巴舟家原本的家屋中有兩個拳頭大小的圓形石頭，分別叫伯勒勒安（Pelhelhemgan，公）和卡拉西（Galasi，母）的聖石，他們在伯冷過世後仍世代守望他在各地的居所，還經常為此往返不同的達拉巴舟家家屋之間，並且帶給自己出現地方的人們福氣，然而到了日治時期，由於日本人的破壞和族人遺忘了或不尊重伯冷，導致兩個石頭生氣而離開了人間，好茶部落和阿禮部落也因此出現了天花和旱災，導致族群走向沒落。